# Derambila synecdema
Derambila synecdema is een vlinder uit de familie spanners (Geometridae). De wetenschappelijke naam van deze soort is voor het eerst geldig gepubliceerd in 1910 door Prout.
De soort komt voor in tropisch Afrika.